# New Paltz (New York)
New Paltz (njuː pɔːlts) è un comune della contea di Ulster nello Stato di New York, negli Stati Uniti d'America. Si trova a circa 110 km a nord di New York.

## Storia
Il nome deriva da Palz, parola dialettale tedesca per indicare il Palatinato Renano. Fu fondata infatti nel 1678 da Ugonotti francesi che si erano rifugiati nel Palatinato tedesco in seguito a persecuzioni religiose.
New Paltz ospita la State University of New York at New Paltz ed è stata per oltre 150 anni sede di un college. Vi risiedono spesso gli attori Robert De Niro e John Turturro, così come l'attrice Sandy Duncan.